# Steve Ellis
Stephen John "Steve" Ellis (Edgware, 7 april 1950) is een Britse pop- en rockzanger, die nu woont in Brighton.

## Biografie
Zijn grootste succes was met de band Love Affair, vooral bekend van de nummers Everlasting Love, A Day Without Love, Rainbow Valley en Bringing on Back the Good Times.
Ellis vertrok in december 1969 bij Love Affair voor een solocarrière. In 1972 vormde hij de band Ellis, een kortstondige samenwerking met toetsenist Zoot Money. Andere leden waren ex-Peter Bardens-gitarist Andy Gee, ex-Fat Mattress-bassist Jimmy Leverton, later vervangen door Nick South en drummer Dave Lutton. De band bracht in 1972 de twee albums Riding on the Crest of a Slump en Why Not? uit. In 1976 coverde een van de meest populaire Servische bands uit het voormalige Joegoslavië, Smak, zijn lied El Doomo onder de titel El dumo en behaalde er groot succes mee.
Ellis had vervolgens beperkt hitparadesucces met de rockband Widowmaker met het uitbrengen van het album Widowmaker in 1976. Widowmaker toerde door het Verenigd Koninkrijk met Nazareth en in juni 1976 nam hij deel aan de stadiontournee The Who Put The Boot In als opener voor toonaangevende rockacts als Little Feat, The Sensational Alex Harvey Band, Streetwalkers en headliner The Who.
Hij zong ook op de soundtrack van Loot, een film uit 1970 gebaseerd op het toneelstuk van Joe Orton, geregisseerd door Silvio Narizzano.
Ellis trad in 2013 kort op met New Amen Corner en had in 2008 het album The Best of Days, met optredens van Paul Weller en Roger Daltrey bij Demon Records.